# رومن تیتسه
رومن تیتسه (انگلیسی: Roman Týce؛ زادهٔ ۷ مهٔ ۱۹۷۷) یک بازیکن فوتبال اهل جمهوری چک است.

## باشگاهی
از باشگاه‌هایی که در آن بازی کرده‌است می‌توان به اسلوان لیبرتس و اسپارتا پراگ اشاره کرد.
وی همچنین در تیم ملی فوتبال جمهوری چک بازی کرده است.